# Splatoon 2
Splatoon 2 (スプラトゥーン 2, Supurato~ūn Tsū) é um jogo eletrônico de tiro em terceira pessoa desenvolvido pela Nintendo Entertainment Planning & Development e publicado pela Nintendo para o Nintendo Switch. Foi lançado em 21 de julho de 2017 como uma sequência direta de Splatoon, lançado em 2015 para o Wii U. O jogo é jogável por até oito pessoas em partidas presenciais ou online de quatro contra quatro. Um conteúdo para download intitulado Octo Expansion foi lançado em 13 de junho de 2018.
Em março de 2021, o jogo já havia vendido mais de 12 milhões de cópias, vendendo mais que o dobro que o seu antecessor e ficando entre os jogos publicados pela Nintendo mais vendidos para o Nintendo Switch.

## Jogabilidade
Assim como seu antecessor, Splatoon 2 é um título de tiro em terceira pessoa no qual os jogadores controlam personagens, conhecidos como Inklings e Octolings, e usam tinta colorida como munição. A tinta também é usada para cobrir o chão ou qualquer outro tipo de superfície, podendo o jogador nadar ou reabastecer seus tanques de tinta. Inklings e Octolings podem se transformar em figuras humanas, no qual podem se movimentar e atirar. Em forma de lula, eles podem nadar através de tinta de sua própria cor, reabastecer seus suprimentos e restaurar sua saúde.
A sequência adiciona novos tipos de armas e propulsores a jato com o uso de tinta Inkjets. Como no jogo anterior, ele apresenta o modo padrão Turf War para Batalhas Regulares, no qual duas equipes de quatro jogadores têm três minutos para cobrir a maior área de superfície com a cor de tinta correspondente. Splatoon 2 também mantém a rotação do primeiro jogo de Splat Zones, Tower Control e Rainmaker para Batalhas Ranqueadas, que são desbloqueadas no nível dez, e também um novo modo chamado Clam Blitz está disponível nessa sequência. 

## Recepção
Splatoon 2 recebeu avaliações favoráveis, de acordo com o agregador de notas Metacritic. Os críticos afirmaram que Splatoon 2 manteve o que era já era excelente no jogo original e ainda adicionou novos recursos. O site americano Nintendo Life elogiou o modo campanha de um jogador. Os sites Destructoid e Game Informer criticaram a acessibilidade dentro do modo multijogador do jogo afirmando que as armas não podiam ser alteradas entre as partidas durante o lançamento (a desenvolvedora removeu essa limitação em uma atualização posterior), as jogatinas não podem ser jogadas dividindo a tela e o modo Salmon Run enfrenta diversos problemas em partidas online. The Verge criticou a falta de um bate papo por voz no jogo e a dificuldade de ver o mapa no modo multiplayer, mas ainda assim atribuiu o jogo como uma "grande melhoria em relação ao original".